# Тијана Филиповић
Тијана Филиповић (25. мај 1999) је српска фудбалерка чланица женске кадетске репрезентације (У-17). Наступа за женски фудбалски клуб Спартак са којим се такмичи у Суперлиги Србије у фудбалу за жене.

## Каријера
За женску У-17 репрезентацију дебитовала је 2014. године против одговарајуће селекције Румуније. До сада је у националном дресу одиграла 6 утакмица на којима је постигла 2 гола.